# حذف وزيادة
الحذف (أو الإسقاط أو التثليم) والزيادة عند أهل الصرف هما تغيير الكلمة لفظا وخطا دون تغيير معناها أو حكمها، إما بحذف شيء منها أو الزيادة عليها. أما إذا تغير المعنى أو الحكم فذاك بابه ما يسمى الزوائد وزوائد الحذف، ومبحثه الأصالة والزيادة للأسماء، والتجريد والزيادة للأفعال. والحذف يسمى كذلك إسقاطا، وهو «إسكات صوت» من الأصوات التي ركبت من كلمة ما أكان الصوت حرفا أم حركة أو حرفين فأكثر.

## أقسامهما

### الحذف

#### حذف الأول
ربما سمي حذف الأول بالإسقاط البدئي، والترخيم المطلعي، والترخيم الاستهلالي. باليونانية أفيريسي أي الطرح ومعناها في اللغة حذف الحرف المصوت في أول الكلمة إذا جاءت قبلها كلمة في آخرها حرف مصوت آخر، فمثالها في العربية همزة الوصل. باللاتينية أبلاتيو أي الأخذ من الشيء. ولربما سمى بعضهم حذف الأول تخفيفا.
مثله الخرم في العروض وهو حذف أول الوتد المجموع في أول البيت.

#### حذف الوسط
ربما سمي حذف الوسط بالترخيم الوسطي. باليونانية سنكوبي ومعناها في الشعر حذف السبب أو أي من مقاطع الجزء لضرورة شعرية؛ وفي الشعر الإنجليزية كان يراد بها حذف مقطع غير منبور. ومنهم من سما حذف الوسط تسكينا لكن التسكين قسم منه إذ هو حذف حركة من وسط الكلمة أو آخرها.
مثله التشعيث في العروض ذهاب العين من فاعلاتن فتصير فالاتن ثم تنقل إلى مفعولن.

#### حذف الآخر
ربما عرف حذف الآخر بالحذف الآخري، والاقتضاب، والتخفيف لكنه قسم منه كما ذكر. وقد يأتي مرادفا له الترخيم في الأسماء والتثليم في الأشعار. باليونانية أبوكوبي أي اقتضاب الشيء.

### الزيادة

#### زيادة الأول
زيادة الأول اسمها باليونانية بروثيسي أي الجمع. ومثلها في الشعر الخزم أي أن يزاد في أول الجزء حرف معنى واحد أو يزيد.

#### زيادة الوسط
ربما سميت زيادة الوسط بالوصل الحشوي أو الإقحام. باليونانية إبنثيسيس وتعادلها أديكسيو باللاتينية.

##### توسيط صامت
سمي توسيط الصامت باللاتينية إكسكريسنتيا بمعنى الزيادة من الشيء.

##### توسيط مصوت
توسيط المصوت يقال له باليونانية أنبتكسيس ومعناها الزيادة أيضا.

#### زيادة الآخر
ربما سميت زيادة الآخر بالإرداف. ومثالها في الشعر ما يسمى التذنيب وهو الزيادة على اللفظ لضرورة شعرية. باليونانية باراغوجي.

## أمثلة
الحذف"
تحذف الالف من "(لكن، الرحمن، إله، الله، أولئك، هؤلاء ذلك، هذه، ابن وتكون بين علمين).
وتحذف همزة الوصل من (ال) مثل "(للحم، للقلم، لليمون، للغة، للسان).
وتحذف ياء الاسم المنقوص مثل "(مررت براع، هذا قاض).
وتحذف حروف العلة "(لم يسع، لم يرم، لم يدع).
الزيادة"
زيادة الواو مثل"(عمرو، أولئك، أولات، أولاء).
وزيادة الألف:
أ- الألف الفارقة مثل "(هؤلاء دعوا ربهم، الطلاب لم يهملوا واجباتهم).
ب-الف تنوين النصب مثل"(قرأت كتاباً مفيداً)؛ لان اخرهما ليس تاء مربوطة ولا همزة قبلها ألف.
ج- الف الإطلاق وتكون في القوافي الشعرية مثل "(إذا أنت أكرمت الكريم ملكته وإن أنت أكرمت اللئيم تمردا) كلمة: تمردا.

### عربية
- حذف الوسط أو زيادته — التقاء ساكنين وسط الكلمة: فأما وأما الحذف فيكون بالقصر، كقولهم لفعل الأمر من قال يقول «قل» وأصلها «قول». وأما الزيادة فبالكسر، نحو «ذلك» كسرت لامها والأصل في لام البعد أنها ساكنة كما في «تلك».
- حذف أول الفعل وآخره ثم زيادته — دخول لا الناهية عليه: تتاحسدون > لا تتحاسدون > لا تحاسدوا.

## وصلات خارجية
- (بالفارسية) تخفیف صامت ها در زبان فارسی